# Spirits (The Strumbellas)
Spirits è un singolo del gruppo musicale canadese The Strumbellas, pubblicato il 21 agosto 2015 come primo estratto dal primo album in studio Hope.
La canzone è stata scritta da Jeremy Drury, Jon Hembrey, Darryl James, Izzy Ritchie, David Ritter e Simon Ward.

## Tracce
Download digitale
1. Spirits – 3:24

## Classifiche
| Classifiche (2016) | Posizione massima |
| ------------------ | ----------------- |
| Italia             | 11                |